# 望湖城南站
望湖城南站位于中华人民共和国安徽省合肥市包河区龙川路与呈坎路交叉口地下，是合肥轨道交通4号线的地铁车站，工程站名呈坎路站。

## 车站结构
望湖城南站位于龙川路与呈坎路交叉口，沿龙川路东西向布置，车站为地下两层单柱双跨岛式站台，站台宽度12m，设4个出入口，2组风亭，1座冷却塔。